# Odgar mainzi érsek
Odgar vagy egyéb átírásban Autgar (? – 847. április 21.) mainzi érsek 826-tól haláláig.

## Élete
826-ban megkeresztelte Harald dán királyt

## Egyéb
A pszeudo-izidori dekretálék Capitularia Benedicti Levitae gyűjteménye a szerző szerint az ő megbízásából készült.